# Regionalflughafen Golden Triangle

i8
i11
i13
Der Golden Triangle Regional Airport (auch Key Field Airport, IATA-Code: GTR, ICAO-Code: KGTR) ist ein öffentlicher Flughafen auf 80 m Seehöhe, 14 km westlich von Columbus, Lowndes County, 17 km östlich von Starkville, Oktibbeha County und 14 km südlich West Point, Clay County im Bundesstaat Mississippi, in den Vereinigten Staaten im sogenannten Golden Triangle. Die Fläche des Flughafens beträgt 405 ha. Er hat eine Landepiste mit Asphalt- und Betonbelag mit 2439 m Länge und 46 m Breite.

## Geschichte
Im August 1966 wurden Pläne von Senator John C. Stennis angekündigt, den Flughafen zu bauen. Im Dezember desselben Jahres genehmigten die drei örtlichen Städte die Ausgabe von Anleihen zur Zahlung von 1.285.000 USD für den Flughafen, wobei die restlichen 45 % des Projekts von der Bundesregierung bezahlt werden sollten. Die Kosten beliefen sich am 2,2 Mio. Dollar. Der Flughafen wurde 1971 eröffnet.
Southern Airways bediente Columbus im Jahr 1952 mit Douglas DC-3-Flugzeugen, die sechs tägliche Abflüge mit drei Hin- und Rückflügen pro Tag mit einer Route von Atlanta – Gadsden (Alabama) – Birmingham (Alabama) – Tuscaloosa (Alabama) – Columbus (Mississippi) – Tupelo (Mississippi) – Memphis. Southern diente Columbus viele Jahre lang und führte anschließend den Douglas DC-9-10-Jet-Service am Flughafen ein. Anfang 1976 gab es fünf Jet-Flüge pro Tag mit direktem DC-9-Service, mit einer Zwischenlandung von Atlanta, Chicago O’Hare, Memphis und Laurel/Hattiesburg und die DC-9 Nonstop-Verbindung von Tuscaloosa und Meridian (Mississippi) Laut dem Official Airline Guide (OAG) führte Southern zur gleichen Zeit im Jahr 1976 auch Nonstop-Service zum Flughafen mit Martin 4-0-4 von Memphis und Tupelo (Mississippi) sowie einem direkten One-Stop-Service von Atlanta durch. South Central Air Transport (SCAT), eine Zubringergesellschaft, bediente den Flughafen ebenfalls mit Handley Page Jetstream-Propellerjets nonstop von Jackson (Mississippi) und Tupelo mit direkter Verbindung ohne Umsteigen von New Orleans.
Southern Airways fusionierte dann mit North Central Airlines zu Republic Airlines, die wiederum Columbus Ende 1979 weiterhin bediente, wobei alle Flüge zum Flughafen mit Jets McDonnell Douglas DC-9-10 sowie der größeren McDonnell Douglas DC-9-50 durchgeführt wurden. Zusätzlich wurden zu direkten DC-9-Flügen, insgesamt sechs Nonstop-Jet-Flüge an jedem Wochentag von Memphis und Tuscaloosa mit einem Zwischenstopp von Atlanta durchgeführt. Republic bediente den Flughafen Anfang und Mitte der 1980er Jahre auch mit McDonnell Douglas DC-9-30-Jets und Convair 580-Turboprops, bevor es 1986 seinen Dienst für Columbus einstellte.
Anfang 1985 hatte Atlantic Southeast Airlines (ASA) zusätzlich zum DC-9-Jet-Service von Republic begonnen, den Flughafen als Delta-Verbindung im Auftrag von Delta Air Lines über eine Code-Sharing-Vereinbarung Nonstop-Flüge von Atlanta, Memphis und Tuscaloosa, die mit Embraer EMB 110 Bandeirante durchgeführt wurden, zu bedienen. Ende 1989 bedienten drei Fluggesellschaften Columbus, darunter American Eagle (Marke der Fluggesellschaft), die im Auftrag von American Airlines Nonstop-Flüge von Nashville und Meridian mit Fairchild Swearingen Metroliner betrieb. Delta Connection, die von Atlantic Southeast Airlines im Auftrag von Delta mit Embraer EMB-120 Brasilia flog nonstop von Atlanta und Tuscaloosa und Northwest Airlink betrieben von Express Airlines I für Northwest Airlines, flog mit British Aerospace Jetstream 31 und Saab 340 nonstop von Memphis und Tupelo.
Mit der Übernahme von Northwest Airlines durch Delta Air Lines im Jahr 2008 übernahm Delta das Drehkreuz Northwest in Memphis (MEM). Am 27. Januar 2009 gab Delta die Wiederaufnahme des Dienstes zwischen Golden Triangle und Memphis mit Mesaba Airlines bekannt, die jetzt als Fluggesellschaft von Delta Connection operiert. Der neue Dienst begann am 4. Mai 2009 und ergänzte den Dienst von Atlantic Southeast Airlines nach Atlanta. Im Jahr 2010 begann Pinnacle Airlines mit dem Fliegen von Canadair CRJ200-Regionaljets, als Delta Connection damit begann, Saab 340-Turboprop-Flugzeuge aus ihrer Flotte auszumustern.

## Flugbetrieb
Im Jahre 2021 wurden 36.235 Passagiere befördert.
Im Jahre 2020 haben 32.327 Flugbewegungen stattgefunden, davon 5.265 lokale Bewegungen, 9.175 Zwischenlandungen, 4.150 Air-Taxi-Flüge, 14.764 militärische Flüge und 61 Frachtflüge. 16 einmotorige und 11 zweimotorige Flugzeuge, 5 Jetflugzeuge und 5 Helikopter waren 2020 hier stationiert.
Die wichtigste Fluggesellschaft für den Flughafen ist heute Delta Air Lines.